# حية (زاز الغربي)
حیة (بالفارسية: حیه) هي قرية تقع في إيران في قسم زاز الغربي الریفي. يقدر عدد سكانها بـ 90 نسمة بحسب إحصاء 2016.